# Schronisko na Kališču
Schronisko im. Oddziału Kokierskiego na Kališču, Schronisko górskie na Kališču (słoweń. Dom Kokrskega odreda na Kališču, Planinski dom na Kališču) – schronisko turystyczne na południowo-wschodnim zboczu Storžiča, nad halą Kališče. 21+34 łóżek, otwarte od 15 czerwca do 30 września, jesienią, zimą i wiosną zaś w soboty, niedziele i święta. Wybudowane 2 sierpnia 1959, na 60-lecie PD (Towarzystwa Górskiego) Kranj, które nim zarządza, nosi imię oddziału partyzanckiego z rejonu wsi Kokra (Kokrski odred). Schronisko, do którego prowadzi towarowa kolejka linowa, ma też swoją oczyszczalnię ścieków. Z tarasu na południowej stronie widok na wschodnie Alpy Julijskie, Grintovec, Kalški greben i Storžič. Znajduje się na trasie Słoweńskiego Szlaku Górskiego. Ma w nim swoją siedzibę także Klum Miłośników Kališča (Klub ljubiteljev Kališča, skrót: KLJUKA). Jego członkowie między innymi organizują tradycyjne zawody 6 godzin Kališča (6 ur Kališča).

## Dostęp
- Preddvor (478 m) – Mače (560 m) 1/2 h – schronisko na Kališču 2 1/2 h

Z kranjskiej strony jest bardzo wygodny szlak z Preddvora i Mač, skąd w dwie godziny po pokOnaniu sześćdziesięciu czterech zakosów dochodzimy na Kališče. Ze starej części wsi trawiastym terenem i polem do przysiółka Mače. Nad wsią do lasu i do doliny Suhej; tu na rozdrożu w lewo ciągle drogą, później szlakiem podejście przez Veliki vrh i dalej lasem aż do schroniska.
- Bašelj (560 m) – schronisko na Kališču 2 h

Trochę trudniejsze jest przejście z Bašelja koło Gradišča kurierskim szlakiem. Ze wsi za znakami do lasu i łagodnym podejściem na Mali vrh. Potem zejście do doliny Belica do osady Gradišče i koło partyzanckiego szpitala (partizanska bolnica) Košuta (z czasów II wojny światowej) strome podejście lasem aż do schroniska.
- Spodnje Jezersko (800 m) – Bašeljski vrh (1 630 m) 3 1/2 h – schronisko na Kališču 4 h

Drogą do Podlogu i doliną potoku Reka na płaskowyż Podstoržec. Stąd stale Transwersalą na trawiastą przełęcz pod Bašeljskim vrhem. Ze szlaku na Storžič od Bašeljskiej Przełęczy (Bašeljsko sedlo) jest do schroniska tylko dobre dwadzieścia minut łagodnego zejścia.
- Koča na Kriški gori (1 471 m) – Malja poljana (1 325 m) 1 1/2 h – hala Javornik (1 380 m) 2 1/2 h – schronisko na Kališču 3 1/2 h

Ze schroniska przez Tolsti vrh, hale Mala i Velika poljana aż na halę Javornik. Dalej pod południową ścianą Storžiča do górnej części doliny Belica, zwanej Bašeljską grapą. Podejście kierunkiem na grzbiet, pod koniec w prawo płd.-zach. grzbietem do schroniska.
- Dom pod Storžičem (1 050 m) – Storžič (2 132 m) 2 1/2 h – schronisko na Kališču 3 1/2 h

Transwersalą na halę Jezerje, dalej lasem i stromym stokiem kotła Žrelo na skalisty grzbiet i w lewo na szczyt Storžiča. Ze szczytu na przełęcz Bašeljski vrh i do schroniska.
- spod pensjonatu Kanonir w Spodnjim Jezersku. Czas marszu: 2 1/2 h.

## Sąsiednie obiekty turystyczne
Schronisko na Kališču jest punktem wyjściowym na szczyty od Križnej gory do Zaplaty i Javorovego vrhu, zwłaszcza na Tolsti vrh, Bašeljski vrh, Mali Grintovec, Storžič i Srednji vrh.
- do schroniska na Kriškiej gorze (1471 m), przez Tolsti vrh (1715 m)
- Storžič (2132 m) 2 h
- Tolsti vrh 3 h
- Kriška gora 3 1/2 h
- Mali Grintovec (1813 m) 1 h
- Srednji vrh (1853 m) 2 h
- Zaplata (1820 m) 2 h